# Neuvic
Neuvic é uma comuna francesa na região administrativa da Nova Aquitânia, no departamento Dordonha. Estende-se por uma área de 25,82 km². Em 2010 a comuna tinha 3 667 habitantes (densidade: 142 hab./km²).